# Alfa ioimbina
Alfa ioimbina, também conhecida como rauwolscine, α-ioimbina ou corinantidina, é um alcaloide natural encontrado em várias espécies dos gêneros Rauvolfia e Corynanthe. Trata-se de um estereoisômero da ioimbina . A alfaioimbina atua como estimulante do sistema nervoso central, anestésico local e afrodisíaco de baixa potência.
Em relação ao perfil farmacológico, rauwolscine atua predominantemente como antagonista do receptor adrenérgico alfa 2 Também age como agonista parcial do receptor 5-HT1A e 5-HT2A e. ainda, como antagonista do receptor 5-HT2B.